# Ack endast löv!
Ack endast löv! är en psalmtext som bygger på Markus 11: 13 i Bibelns Nya Testamente. Psalmen har fyra  6-radig verser. Titeln är samma som inledningsstrofen i första versen.
Psalmtextens ursprung är engelskt eller amerikanskt och sången framfördes av Ira D. Sankey och publicerades i hans "Sacred Songs" och översattes till svenska av Erik Nyström. Sedan han övergått till Svenska Missionsförbundet och inte längre fick använda sina översättningar, som han gjort till Sånger till Lammets lof 1877 till utgivningen av Svenska Missionsförbundets sångbok 1894 fick bland annat denna psalm ingen ny översättning. Likt flera andra omtyckta psalmer kom därför även denna ur användning,  Författaren är okänd.

## Publicerad i
- Andliga sånger, sjungna af Ira D. Sankey, 2:a upplagan 1876, sång nummer 39 under rubriken Blott löf.
- Sånger till Lammets lof 1877 som nr 39 i Erik Nyströms översättning.